# Цвігун Марина Вікторівна
Марина Вікторівна Цвігун, Вікторія Вікторівна Преображенська (до шлюбу Мамонова, нар. 28 березня 1960, Сталіно, УРСР, СРСР) — засновниця та керівниця з Юрієм Кривоноговим деструктивного тоталітарного культу Біле братство. Оголосила себе поєднанням Діви Марії та Ісуса Христа. Використовувала ритуальне ім'я Марія Деві Христос. Після ув'язнення змінила ім'я та прізвище на Вікторія Преображенська, заснувала кілька організацій езотеричного спрямування; веде письменницьку та образотворчу діяльність.

## Життєпис
Народилася в Донецьку (тоді Сталіно) 28 березня 1960 року. На тлі гіперопіки родичів з дитинства почувалася винятковою. Писала вірші. В 15 років, потай від батьків, прийняла хрещення за православним обрядом, але церкву не відвідувала систематично.
Марина вступила в шлюб, народила дитину. Вчилася на заочному навчанні факультету журналістики у Києві. Закінчивши його, влаштувалася редакторкою заводської газети «Веселка» у Донецьку, де вступила до лав КПРС і була обрана депутаткою районної ради.

### Біле Братство
У 1990 році Юрій Кривоногов організував «Інститут душі „Атма“», під егідою якого видавав різноманітні брошури, читав лекції про «біоенергетику» та східні духовні практики. Він розробив власне релігійне вчення, проте мав складнощі з його пропагандою, тому шукав особу, яка представляла б Інститут для громадськості.
Через конфлікт зі своїм чоловіком Марина відвідувала лекції Кривоногова. Вперше на його лекцію вона потрапила випадково. В 1990 році, після чергового аборту, Марина стала вважати себе іншою людиною. Вона відреклася від сина Віталія та розлучилася з чоловіком. У травні 1990 року Марина ближче познайомилася з Кривоноговим на його лекції в Дніпропетровську. Визнання Кривоноговим Марини Цвігун месією має дві версії. За першою, він одразу вирішив, що Марина богообрана. За іншою, Марина спершу передала йому записку про свій містичний досвід, пережитий після аборту.
Вони одружилися та переїхали на постійне проживання до Києва. Кривоногов проголосив її Месією, втіленням Бога, «Живим Богом Марією Деві Христос», Матір'ю Світу. Собі Кривоногов обрав релігійне ім'я Юоанн Свамі. «Інститут душі „Атма“» в 1990 році було перейменовано на «Велике Біле Братство ЮСМАЛОС», а юридично зареєстровано в 1991 році.
10 листопада 1993 року разом з іншими адептами «Білого братства» взяла участь у захопленні Софійського собору у Києві. Екс-прокурор Віктор Шокін, який тоді вів справу «Білого братства», згадував, що у дуже багатьох адептів секти виявили психічні відхилення, але саму Цвігун визнали осудною.

### Ув'язнення
Ще 1 квітня 1992 року Прокуратура України відкрила провадження щодо Марини Цвігун, а 9 лютого 1996 року Київський міський суд засудив її до 4 років позбавлення волі. Ще під час слідства Цвігун розлучилася з Кривоноговим, відгукуючись про нього як про зрадника, що нібито приписував їй фальшиві заяви про необхідність самогубства учасників «Білого братства». Сам Кривоногов не відрікся від твердження, що Марина — месія. На Ґрунті цього в Братстві відбувся розкол на прихильників Марії Деві Христос та Юоанна Свамі. Перебуваючи в ув'язненні, Марина демонструвала іншим в'язням методики психологічного впливу, аби переконати їх, що вона богообрана.
13 серпня 1997 року достроково звільнена. Намагалася повторно зареєструвати «Велике Біле Братство ЮСМАЛОС», але безуспішно.

### Після звільнення
Повернувшись в серпні 1997 року в Донецьк, Марина одружилася з Віталієм Ковальчуком, одним з керівників «Білого Братства». Від імені Марія Деві Христос — Цвігун відмовилася.
Після невдалої спроби виїхати до Нідерландів Марина Цвігун переїхала до Москви, де продовжує езотеричну діяльність під псевдонімом Вікторії Преображенської.
Після 2013 публічно засуджувала Євромайдан, писала вірші на підтримку Віктора Януковича та терористів Донбасу. Пропагувала відмову від паспортів як «печатки сатани» і групову ізоляцію від решти суспільства. З нею пов'язується акція з поширення графіті та листівок із лозунгом «чип на лбу». Відгукувалася про Юлію Тимошенко як про «лжемесію», що посягає на місце Марії Деві Христос. Прихильниця теорії змови про рептилоїдів, які прагнуть поневолити слов'ян. Асоціює себе з біблійним образом, «Жінкою, зодягненою в сонце». Стверджує, що її поява була передбачена численними пророками.
Після початку повномасштабного вторгнення Росії в Україну заявила, що у всьому винний підступний захід (країни Євросоюзу і США), і що Росія лише захищалася, а також підтримала геноцидну політику Володимира Путіна стосовно України. На своєму Ютуб-каналі під ніком Вікторія Преображенська заявила про те, що Зеленський член Хабаду, і веде геноцид України на замовлення Заходу. .

## Творчість
Марина Цвігун — авторка серії російськомовних книг на тему езотерики, а також пише поезію та малює картини «космістичної» тематики.
Як Вікторія Преображенська пише «авторським стилем» із заміною префіксів рас-, бес-, вос-, ис- на раз-, без-, воз-, з-.
Веде інтернет-радіо «Виктория РА».

## Родина
Перший чоловік Марини Цвігун, після розлучення в 1990 році, знову одружився в 1999. Їхній син Віталій 1979 року народження проживав у Донецьку. В 1993 році його намагався вбити невідомий та серйозно поранив ножем через те, що Віталій — син Марини Цвігун. Віталій бачився з матір'ю під час її ув'язнення та пізніше, але, за його словами, між ним не було емоційного зв'язку. Він змінив прізвище та став кухарем і музикантом.